# Muzică lăutărească
Muzica lăutărească reprezintă genul muzical interpretat de lăutari și tarafuri. Principalele instrumente folosite sunt lăuta, vioara, contrabasul, țambalul și acordeonul, unele tarafuri incluzând și taragot, clarinet sau alte instrumente de suflat din alamă.

## Descriere

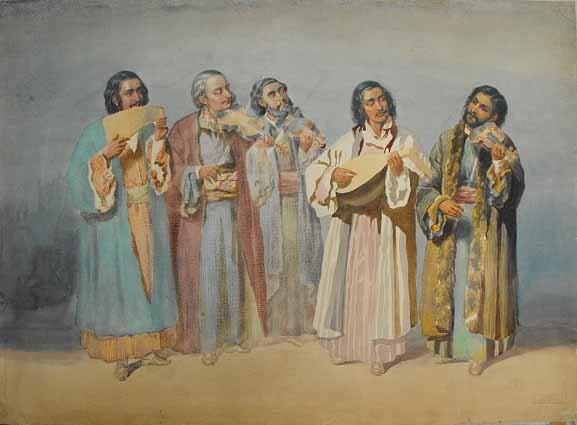
Taraf din secolul XIX

Muzica lăutărească este complexă și elaborată, cu armonii dense și ornamentații rafinate, iar execuția ei necesită o bună tehnică. Nu există un singur stil de muzică lăutărească, stilul muzical variază de la o regiune la alta. Lăutarii s-au inspirat din toate muzicile cu care au intrat în contact: muzica pastorală din România, muzica bizantină cântată în biserică, dar și muzica străină, cum ar fi cea turcească, rusă sau vest-europeană. Improvizația este o parte importantă a muzicii lăutărești. De cele mai multe ori când lăutarul cântă o melodie, el o reinterpretează.
Muzica lăutarilor stabilește structura elaboratelor nunți țărănești românești, precum și asigurarea divertismentului din timpul părților mai puțin agitate ale ritualului. Lăutarii funcționează, de asemenea, ca ghizi prin ritualurile de nuntă și, în tradiția populară, moderează orice conflicte dintre nuntași. Repertoriul lăutarilor include hora, sârba, brâul, doiul, melodii cu ritmuri derivate din Turcia (geamparaua, breaza, rustemul, maneaua lăutărească, cadâneasca), doina, cântecul de ascultare (poate fi considerată o formă mai complexă de doină), cântecul bătranesc, călușul, ardeleana, corăgheasca și bătuta.